# Arènes de Malaga
Les arènes de Malaga (en espagnol : plaza de toros de Málaga ou La Malagueta) en Espagne ont été construites en 1874 par Joaquín Rucoba et inaugurées le 11 juin 1876.
Le ruedo mesure 52 mètres de diamètre.